# Monkey Business (film 1915)
Monkey Business è un cortometraggio muto del 1915 diretto da Joseph Kaufman e prodotto dalla Lubin.

## Produzione
Il film fu prodotto dalla Lubin Manufacturing Company.

## Distribuzione
Distribuito dalla General Film Company, il film - un cortometraggio in una bobina - uscì nelle sale USA il 30 marzo 1915.